# Tarachidia semiflava
Tarachidia semiflava là một loài bướm đêm trong họ Noctuidae.